# Copa Libertadores da América de 2023
A Copa Libertadores da América de 2023, oficialmente CONMEBOL Libertadores 2023, foi a 64.ª edição da competição de futebol realizada anualmente pela Confederação Sul-Americana de Futebol (CONMEBOL). Participaram clubes das dez associações sul-americanas.
Em 8 de março, a CONMEBOL anunciou que a partida final da competição seria disputada no estádio do Maracanã, no Rio de Janeiro. Inicialmente marcada para ocorrer em 11 de novembro, foi antecipada em uma semana, passando para 4 de novembro.
O Fluminense conquistou o seu primeiro título na competição ao superar o Boca Juniors na final por 2–1, após a prorrogação. Com isso, teve o direito de enfrentar o campeão da Copa Sul-Americana de 2023 na Recopa Sul-Americana de 2024, assim como se classificou automaticamente para a fase de grupos da Copa Libertadores da América de 2024 e para a Copa do Mundo de Clubes de 2023 e o Mundial de Clubes de 2025.

## Equipes classificadas
As seguintes 47 equipes das 10 federações filiadas à CONMEBOL se qualificaram para o torneio:
- Campeão da Copa Libertadores da América de 2022
- Campeão da Copa Sul-Americana de 2022
- Brasil: 7 vagas
- Argentina: 6 vagas
- Demais associações: 4 vagas cada

A fase de entrada é determinada da seguinte maneira:
- Fase de grupos: 28 equipes
  - Campeão da Copa Libertadores de 2022;
  - Campeão da Copa Sul-Americana de 2022;
  - Equipes qualificadas para as vagas 1 a 5 da Argentina e do Brasil;
  - Equipes qualificadas para as vagas 1 e 2 de todas as outras associações.
- Segunda fase: 13 equipes
  - Equipes qualificadas para as vagas 6 e 7 do Brasil;
  - Equipe que qualificou para a vaga 6 da Argentina;
  - Equipes qualificadas para as vagas 3 e 4 do Chile e Colômbia;
  - Equipes qualificadas para a vaga 3 de todas as outras associações.
- Primeira fase: 6 equipes
  - Equipes que se qualificaram para a vaga 4 da Bolívia, Equador, Paraguai, Peru, Uruguai e Venezuela.

| Associação                                     | Equipe                  | Classificação                                                  | Fase           |
| ---------------------------------------------- | ----------------------- | -------------------------------------------------------------- | -------------- |
| Argentina · (6 vagas)                          | Boca Juniors            | Campeão do Campeonato Argentino de 2022                        | Fase de grupos |
| Argentina · (6 vagas)                          | Patronato               | Campeão da Copa da Argentina de 2022                           | Fase de grupos |
| Argentina · (6 vagas)                          | Racing                  | Melhor colocado na tabela geral da temporada de 2022           | Fase de grupos |
| Argentina · (6 vagas)                          | River Plate             | 2º melhor colocado na tabela geral da temporada de de 2022     | Fase de grupos |
| Argentina · (6 vagas)                          | Argentinos Juniors      | 3º melhor colocado na tabela geral da temporada de 2022        | Fase de grupos |
| Argentina · (6 vagas)                          | Huracán                 | 4º melhor colocado na tabela geral da temporada de 2022        | Segunda fase   |
| Bolívia · (4 vagas)                            | Bolívar                 | Campeão do Torneio Apertura 2022                               | Fase de grupos |
| Bolívia · (4 vagas)                            | The Strongest           | Melhor colocado na tabela geral da temporada de 2022           | Fase de grupos |
| Bolívia · (4 vagas)                            | Always Ready            | 2º melhor colocado na tabela geral da temporada de 2022        | Segunda fase   |
| Bolívia · (4 vagas)                            | Nacional Potosí         | 3º melhor colocado na tabela geral da temporada de 2022        | Primeira fase  |
| Brasil · (7 vagas + atual campeão)             | Flamengo                | Campeão da Copa Libertadores de 2022                           | Fase de grupos |
| Brasil · (7 vagas + atual campeão)             | Palmeiras               | Campeão do Campeonato Brasileiro Série A de 2022               | Fase de grupos |
| Brasil · (7 vagas + atual campeão)             | Internacional           | Vice-campeão do Campeonato Brasileiro Série A de 2022          | Fase de grupos |
| Brasil · (7 vagas + atual campeão)             | Fluminense              | 3º colocado do Campeonato Brasileiro Série A de 2022           | Fase de grupos |
| Brasil · (7 vagas + atual campeão)             | Corinthians             | 4º colocado do Campeonato Brasileiro Série A de 2022           | Fase de grupos |
| Brasil · (7 vagas + atual campeão)             | Athletico Paranaense    | 6º colocado do Campeonato Brasileiro Série A de 2022           | Fase de grupos |
| Brasil · (7 vagas + atual campeão)             | Atlético Mineiro        | 7º colocado do Campeonato Brasileiro Série A de 2022           | Segunda fase   |
| Brasil · (7 vagas + atual campeão)             | Fortaleza               | 8º colocado do Campeonato Brasileiro Série A de 2022           | Segunda fase   |
| Chile · (4 vagas)                              | Colo-Colo               | Campeão do Campeonato Chileno de 2022                          | Fase de grupos |
| Chile · (4 vagas)                              | Ñublense                | Vice-campeão do Campeonato Chileno de 2022                     | Fase de grupos |
| Chile · (4 vagas)                              | Curicó Unido            | 3º colocado do Campeonato Chileno de 2022                      | Segunda fase   |
| Chile · (4 vagas)                              | Magallanes              | Campeão da Copa Chile de 2022                                  | Segunda fase   |
| Colômbia · (4 vagas)                           | Atlético Nacional       | Campeão do Torneio Apertura de 2022                            | Fase de grupos |
| Colômbia · (4 vagas)                           | Deportivo Pereira       | Campeão do Torneio Finalización de 2022                        | Fase de grupos |
| Colômbia · (4 vagas)                           | Independiente Medellín  | Melhor pontuação na temporada de 2022                          | Segunda fase   |
| Colômbia · (4 vagas)                           | Millonarios             | Campeão da Copa Colômbia de 2022                               | Segunda fase   |
| Equador · (4 vagas + campeão da Sul-Americana) | Independiente del Valle | Campeão da Copa Sul-Americana de 2022                          | Fase de grupos |
| Equador · (4 vagas + campeão da Sul-Americana) | Aucas                   | Campeão do Campeonato Equatoriano de 2022                      | Fase de grupos |
| Equador · (4 vagas + campeão da Sul-Americana) | Barcelona de Guayaquil  | Vice-campeão do Campeonato Equatoriano de 2022                 | Fase de grupos |
| Equador · (4 vagas + campeão da Sul-Americana) | Universidad Católica    | Melhor pontuação na temporada de 2022                          | Segunda fase   |
| Equador · (4 vagas + campeão da Sul-Americana) | El Nacional             | 3º colocado da Copa Equador de 2022                            | Primeira fase  |
| Paraguai · (4 vagas)                           | Libertad                | Campeão do Campeonato Paraguaio de 2022 com a melhor pontuação | Fase de grupos |
| Paraguai · (4 vagas)                           | Olimpia                 | Campeão do Campeonato Paraguaio de 2022 com a pior pontuação   | Fase de grupos |
| Paraguai · (4 vagas)                           | Cerro Porteño           | Melhor pontuação na temporada de 2022                          | Segunda fase   |
| Paraguai · (4 vagas)                           | Nacional                | 2ª melhor pontuação na temporada de 2022                       | Primeira fase  |
| Peru · (4 vagas)                               | Alianza Lima            | Campeão do Campeonato Peruano de 2022                          | Fase de grupos |
| Peru · (4 vagas)                               | Melgar                  | Vice-campeão do Campeonato Peruano de 2022                     | Fase de grupos |
| Peru · (4 vagas)                               | Sporting Cristal        | 3º colocado no Campeonato Peruano de 2022                      | Segunda fase   |
| Peru · (4 vagas)                               | Sport Huancayo          | 4º colocado no Campeonato Peruano de 2022                      | Primeira fase  |
| Uruguai · (4 vagas)                            | Nacional                | Campeão do Campeonato Uruguaio de 2022                         | Fase de grupos |
| Uruguai · (4 vagas)                            | Liverpool               | Vice-campeão do Campeonato Uruguaio de 2022                    | Fase de grupos |
| Uruguai · (4 vagas)                            | Deportivo Maldonado     | Melhor pontuação na temporada de 2022                          | Segunda fase   |
| Uruguai · (4 vagas)                            | Boston River            | 2ª melhor pontuação na temporada de 2022                       | Primeira fase  |
| Venezuela · (4 vagas)                          | Metropolitanos          | Campeão do Campeonato Venezuelano de 2022                      | Fase de grupos |
| Venezuela · (4 vagas)                          | Monagas                 | Vice-campeão do Campeonato Venezuelano de 2022                 | Fase de grupos |
| Venezuela · (4 vagas)                          | Carabobo                | 3º colocado do Campeonato Venezuelano de 2022                  | Segunda fase   |
| Venezuela · (4 vagas)                          | Zamora                  | 4º colocado do Campeonato Venezuelano de 2022                  | Primeira fase  |

## Premiação financeira
Em 17 de março, a CONMEBOL anunciou uma mudança na premiação em dinheiro da competição. A partir desta edição, os clubes foram premiados por cada vitória na fase de grupos. O valor pago, por vitória, foi de 300 mil dólares — cerca de 1,5 milhão de reais. Conforme o comunicado da entidade, o objetivo é "reconhecer os méritos esportivos". Também houve um aumento nos valores das premiações em cerca de 23 por cento em relação a edição do ano passado e a competição distribuiu 207 milhões de dólares ou cerca de 1,087 bilhão de reais.

## Calendário

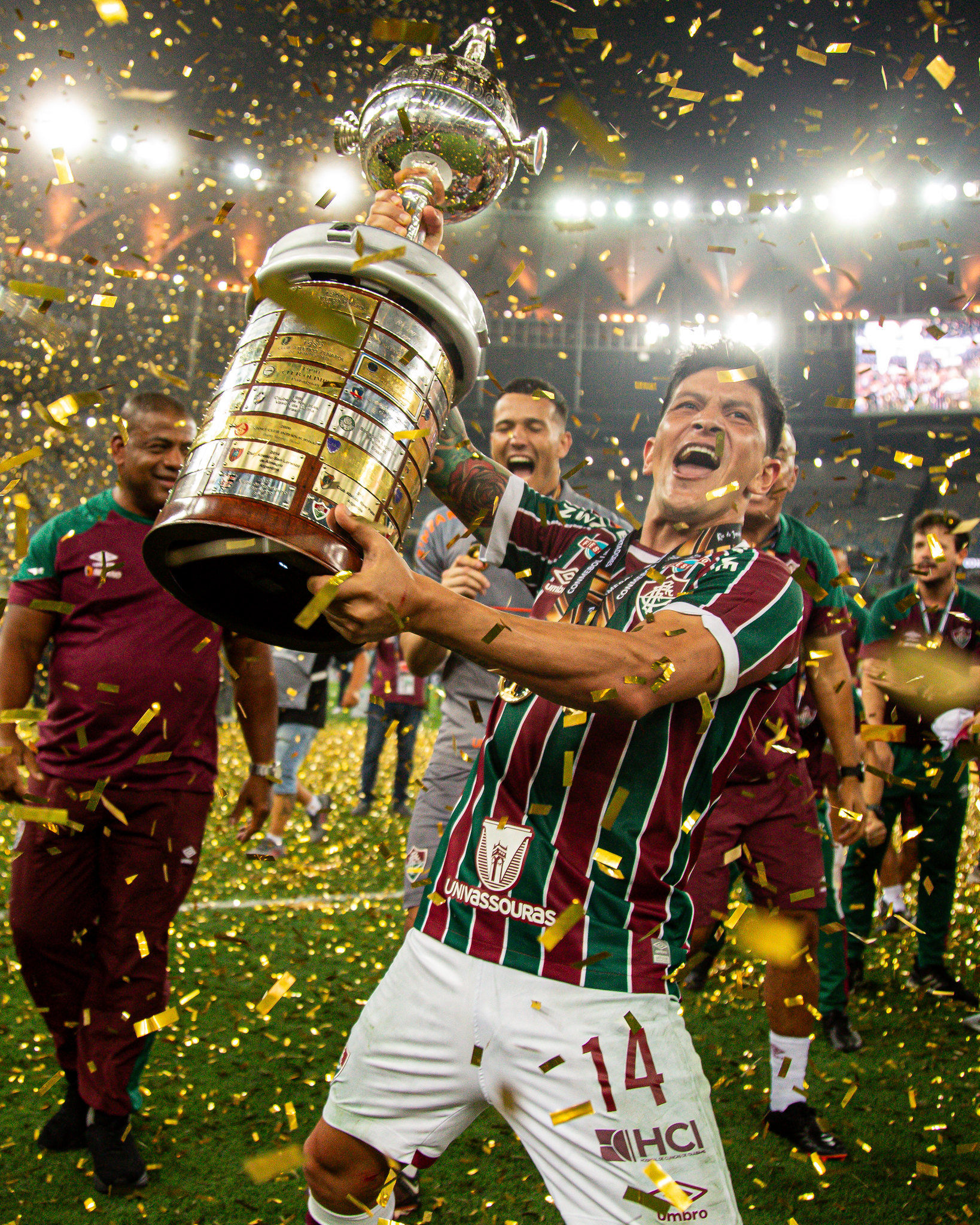
O atacante argentino Germán Cano ergue o troféu da Copa Libertadores no Maracanã.

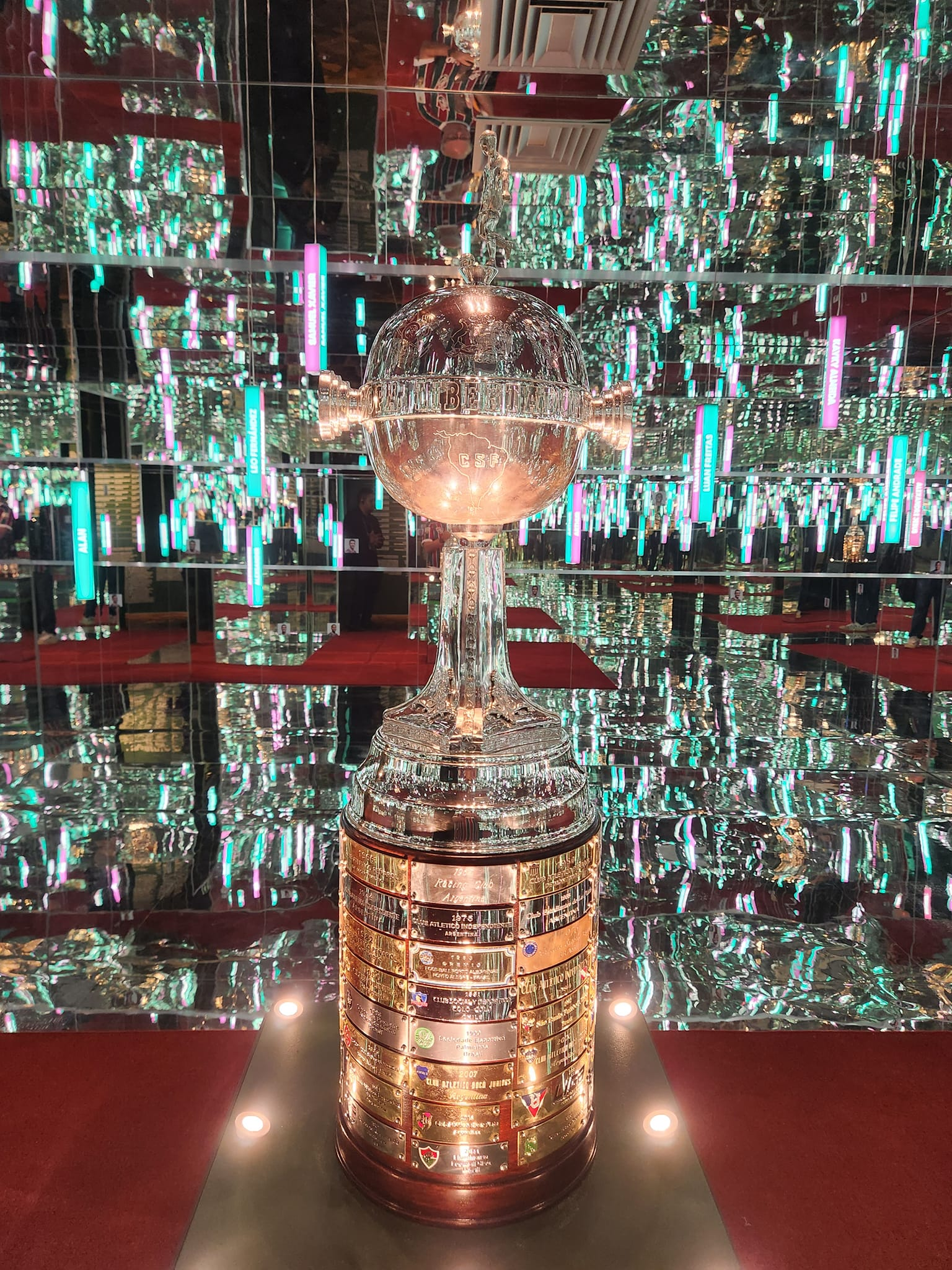
Troféu da Copa Libertadores da América de 2023, conquistado pelo Fluminense.

O calendário de cada fase foi divulgado em 7 de julho de 2022.
| Fase             | Data de sorteio | Ida                                                  | Volta                                                |
| ---------------- | --------------- | ---------------------------------------------------- | ---------------------------------------------------- |
| Primeira fase    | 21 de dezembro  | 7–9 de fevereiro                                     | 14–16 de fevereiro                                   |
| Segunda fase     | 21 de dezembro  | 21–23 de fevereiro                                   | 28 de fevereiro – 2 de março                         |
| Terceira fase    | 21 de dezembro  | 7–9 de março                                         | 14–16 de março                                       |
| Fase de grupos   | 27 de março     | 4–6 de abril                                         | 4–6 de abril                                         |
| Fase de grupos   | 27 de março     | 18–20 de abril                                       |                                                      |
| Fase de grupos   | 27 de março     | 2–4 de maio                                          |                                                      |
| Fase de grupos   | 27 de março     | 23–25 de maio                                        |                                                      |
| Fase de grupos   | 27 de março     | 6–8 de junho                                         |                                                      |
| Fase de grupos   | 27 de março     | 27–29 de junho                                       |                                                      |
| Oitavas de final | 5 de julho      | 1–3 de agosto                                        | 8–10 de agosto                                       |
| Quartas de final | 5 de julho      | 22–24 de agosto                                      | 29–31 de agosto                                      |
| Semifinais       | 5 de julho      | 26–28 de setembro                                    | 3–5 de outubro                                       |
| Final            | 5 de julho      | 4 de novembro Estádio do Maracanã, no Rio de Janeiro | 4 de novembro Estádio do Maracanã, no Rio de Janeiro |

## Sorteio
O sorteio das fases preliminares foi realizado, em 21 de dezembro de 2022, no Centro de Convenções da CONMEBOL, em Luque, no Paraguai.
|               | Pote 1 | Pote 1 | Pote 2 | Pote 2 |
| ------------- | --- | --- | --- | --- |
| Primeira fase | - Nacional (71) - El Nacional (73) - Zamora (99) | - Nacional (71) - El Nacional (73) - Zamora (99) | - Sport Huancayo (119) - Nacional Potosí (181) - Boston River (224) | - Sport Huancayo (119) - Nacional Potosí (181) - Boston River (224) |
|               | Pote 1 | Pote 1 | Pote 2 | Pote 2 |
| Segunda fase  | - Atlético Mineiro (11) - Cerro Porteño (15) - Sporting Cristal (35) - Independiente Medellín (54) - Millonarios (57) - Huracán (58) - Always Ready (74) - Fortaleza (78) | - Atlético Mineiro (11) - Cerro Porteño (15) - Sporting Cristal (35) - Independiente Medellín (54) - Millonarios (57) - Huracán (58) - Always Ready (74) - Fortaleza (78) | - Universidad Católica (90) - Carabobo (183) - Magallanes (215) - Curicó Unido (—) - Deportivo Maldonado (—) - Vencedor primeira fase 1 - Vencedor primeira fase 2 - Vencedor primeira fase 3 | - Universidad Católica (90) - Carabobo (183) - Magallanes (215) - Curicó Unido (—) - Deportivo Maldonado (—) - Vencedor primeira fase 1 - Vencedor primeira fase 2 - Vencedor primeira fase 3 |

Para a fase de grupos, um novo sorteio foi realizado, em 27 de março de 2023, no Centro de Convenções da CONMEBOL, onde 32 equipes foram divididas em quatro potes de acordo com as respectivas colocações no ranking de clubes da CONMEBOL de 16 de dezembro de 2022 e dos quatro classificados das fases preliminares (indicados como G1 a G4).
| Fase de grupos | Pote 1 | Pote 2 |
| -------------- | --- | --- |
| Fase de grupos | - Flamengo (3) (CL) - River Plate (1) - Palmeiras (2) - Boca Juniors (4) - Nacional (6) - Athletico Paranaense (7) - Independiente del Valle (12) (CS) - Olimpia (14) | - Libertad (16) - Atlético Nacional (17) - Internacional (18) - Barcelona de Guayaquil (19) - Racing (22) - Corinthians (24) - Colo-Colo (28) - Fluminense (32)                 |
| Fase de grupos | Pote 3 | Pote 4 |
| Fase de grupos | - Bolívar (33) - The Strongest (38) - Melgar (44) - Alianza Lima (52) - Argentinos Juniors (55) - Metropolitanos (97) - Aucas (112) - Monagas (133)                   | - Liverpool (165) - Deportivo Pereira (205) - Ñublense (230) - Patronato (—) - Atlético Mineiro (G1) - Sporting Cristal (G2) - Cerro Porteño (G3) - Independiente Medellín (G4) |

## Fases preliminares
Nas fases preliminares cada emparelhamento foi definido em partidas eliminatórias de ida e volta. Em caso de empate no placar agregado, a vaga seria definida direto na disputa por pênaltis, sem prorrogação. Os confrontos das duas primeiras fases foram definidos através de sorteio.
- Primeira fase: disputada por seis equipes provenientes de Bolívia, Equador, Paraguai, Peru, Uruguai e Venezuela, qualifica três para a seguinte fase.
- Segunda fase: disputada por 16 equipes, sendo 13 delas provenientes de Argentina, Bolívia, Brasil, Chile, Colômbia, Equador, Paraguai, Peru, Uruguai e Venezuela mais os três vencedores da fase anterior, qualifica oito equipes para a seguinte fase.
- Terceira fase: disputada pelas oito equipes vencedoras da fase anterior, as quatro vencedoras avançam para a fase de grupos com as outras 28 equipes e a quatro perdedoras sendo transferidas para a fase de grupos da Copa Sul-Americana de 2023.

### Primeira fase
Em negrito, as equipes que avançaram.
| Chave | Equipe 1        | Total | Equipe 2    | Ida | Volta |
| ----- | --------------- | ----- | ----------- | --- | ----- |
| E1    | Sport Huancayo  | 3–4   | Nacional    | 2–1 | 1–3   |
| E2    | Nacional Potosí | 2–9   | El Nacional | 1–6 | 1–3   |
| E3    | Boston River    | 4–1   | Zamora      | 3–1 | 1–0   |

### Segunda fase
Em negrito, as equipes que avançaram.
| Chave | Equipe 1             | Total | Equipe 2               | Ida | Volta |
| ----- | -------------------- | ----- | ---------------------- | --- | ----- |
| C1    | Carabobo             | 1–3   | Atlético Mineiro       | 0–0 | 1–3   |
| C2    | Nacional             | 3–5   | Sporting Cristal       | 2–0 | 1–5   |
| C3    | Deportivo Maldonado  | 0–4   | Fortaleza              | 0–0 | 0–4   |
| C4    | El Nacional          | 3–4   | Independiente Medellín | 2–2 | 1–2   |
| C5    | Magallanes           | 6–1   | Always Ready           | 3–0 | 3–1   |
| C6    | Curicó Unido         | 0–2   | Cerro Porteño          | 0–1 | 0–1   |
| C7    | Boston River         | 0–1   | Huracán                | 0–0 | 0–1   |
| C8    | Universidad Católica | 1–2   | Millonarios            | 0–0 | 1–2   |

### Terceira fase
Em negrito, as equipes que avançaram.
| Chave | Equipe 1    | Total | Equipe 2               | Ida | Volta |
| ----- | ----------- | ----- | ---------------------- | --- | ----- |
| G1    | Millonarios | 2–4   | Atlético Mineiro       | 1–1 | 1–3   |
| G2    | Huracán     | 0–1   | Sporting Cristal       | 0–0 | 0–1   |
| G3    | Fortaleza   | 1–3   | Cerro Porteño          | 0–1 | 1–2   |
| G4    | Magallanes  | 1–3   | Independiente Medellín | 1–1 | 0–2   |

## Fase de grupos
Os vencedores e os segundos classificados de cada grupo avançam para as oitavas de final, enquanto os terceiros colocados foram transferidos para os play-offs da Copa Sul-Americana de 2023.
Nessa fase, cada grupo é disputado em turno e returno, todos contra todos. As equipes são classificadas de acordo com os seguintes critérios:
1. Pontos (três pontos por vitória, um ponto por empate e nenhum ponto por derrota)
2. Saldo de gols
3. Gols marcados
4. Gols marcados fora de casa
5. Ranking CONMEBOL

### Grupo A
| Pos | Equipe   | Pts | J | V | E | D | GP | GC | SG | Classificado               |  | RAC | FLA | NUB | AUC |
| --- | -------- | --- | - | - | - | - | -- | -- | -- | -------------------------- |  | --- | --- | --- | --- |
| 1   | Racing   | 13  | 6 | 4 | 1 | 1 | 13 | 6  | +7 | Fase final                 |  | —   | 1–1 | 4–0 | 3–2 |
| 2   | Flamengo | 11  | 6 | 3 | 2 | 1 | 11 | 5  | +6 | Fase final                 |  | 2–1 | —   | 2–0 | 4–0 |
| 3   | Ñublense | 5   | 6 | 1 | 2 | 3 | 3  | 10 | −7 | Play-offs da Sul-Americana |  | 0–2 | 1–1 | —   | 2–1 |
| 4   | Aucas    | 4   | 6 | 1 | 1 | 4 | 6  | 12 | −6 |                            |  | 1–2 | 2–1 | 0–0 | —   |

### Grupo B
| Pos | Equipe                 | Pts | J | V | E | D | GP | GC | SG | Classificado               |  | INT | CNF | DIM | MET |
| --- | ---------------------- | --- | - | - | - | - | -- | -- | -- | -------------------------- |  | --- | --- | --- | --- |
| 1   | Internacional          | 12  | 6 | 3 | 3 | 0 | 10 | 6  | +4 | Fase final                 |  | —   | 2–2 | 3–1 | 1–0 |
| 2   | Nacional               | 11  | 6 | 3 | 2 | 1 | 9  | 7  | +2 | Fase final                 |  | 1–1 | —   | 2–1 | 1–0 |
| 3   | Independiente Medellín | 10  | 6 | 3 | 1 | 2 | 10 | 9  | +1 | Play-offs da Sul-Americana |  | 1–1 | 2–1 | —   | 4–2 |
| 4   | Metropolitanos         | 0   | 6 | 0 | 0 | 6 | 4  | 11 | −7 |                            |  | 1–2 | 1–2 | 0–1 | —   |

### Grupo C
| Pos | Equipe                 | Pts | J | V | E | D | GP | GC | SG  | Classificado               |  | PAL | BOL | BAR | CPO |
| --- | ---------------------- | --- | - | - | - | - | -- | -- | --- | -------------------------- |  | --- | --- | --- | --- |
| 1   | Palmeiras              | 15  | 6 | 5 | 0 | 1 | 16 | 6  | +10 | Fase final                 |  | —   | 4–0 | 4–2 | 2–1 |
| 2   | Bolívar                | 12  | 6 | 4 | 0 | 2 | 11 | 7  | +4  | Fase final                 |  | 3–1 | —   | 1–0 | 2–0 |
| 3   | Barcelona de Guayaquil | 4   | 6 | 1 | 1 | 4 | 7  | 12 | −5  | Play-offs da Sul-Americana |  | 0–2 | 2–1 | —   | 2–2 |
| 4   | Cerro Porteño          | 4   | 6 | 1 | 1 | 4 | 5  | 14 | −9  |                            |  | 0–3 | 0–4 | 2–1 | —   |

### Grupo D
| Pos | Equipe           | Pts | J | V | E | D | GP | GC | SG | Classificado               |  | FLU | RIV | SCR | STR |
| --- | ---------------- | --- | - | - | - | - | -- | -- | -- | -------------------------- |  | --- | --- | --- | --- |
| 1   | Fluminense       | 10  | 6 | 3 | 1 | 2 | 10 | 6  | +4 | Fase final                 |  | —   | 5–1 | 1–1 | 1–0 |
| 2   | River Plate      | 10  | 6 | 3 | 1 | 2 | 11 | 11 | 0  | Fase final                 |  | 2–0 | —   | 4–2 | 2–0 |
| 3   | Sporting Cristal | 8   | 6 | 2 | 2 | 2 | 8  | 10 | −2 | Play-offs da Sul-Americana |  | 1–3 | 1–1 | —   | 1–0 |
| 4   | The Strongest    | 6   | 6 | 2 | 0 | 4 | 5  | 7  | −2 |                            |  | 1–0 | 3–1 | 1–2 | —   |

### Grupo E
| Pos | Equipe                  | Pts | J | V | E | D | GP | GC | SG | Classificado               |  | IDV | ARG | COR | LIV |
| --- | ----------------------- | --- | - | - | - | - | -- | -- | -- | -------------------------- |  | --- | --- | --- | --- |
| 1   | Independiente del Valle | 12  | 6 | 4 | 0 | 2 | 10 | 5  | +5 | Fase final                 |  | —   | 3–2 | 3–0 | 2–0 |
| 2   | Argentinos Juniors      | 11  | 6 | 3 | 2 | 1 | 8  | 6  | +2 | Fase final                 |  | 1–0 | —   | 0–0 | 2–1 |
| 3   | Corinthians             | 7   | 6 | 2 | 1 | 3 | 7  | 6  | +1 | Play-offs da Sul-Americana |  | 1–2 | 0–1 | —   | 3–0 |
| 4   | Liverpool               | 4   | 6 | 1 | 1 | 4 | 4  | 12 | −8 |                            |  | 1–0 | 2–2 | 0–3 | —   |

### Grupo F
| Pos | Equipe            | Pts | J | V | E | D | GP | GC | SG | Classificado               |  | BOC | DPE | COL | MON |
| --- | ----------------- | --- | - | - | - | - | -- | -- | -- | -------------------------- |  | --- | --- | --- | --- |
| 1   | Boca Juniors      | 13  | 6 | 4 | 1 | 1 | 9  | 2  | +7 | Fase final                 |  | —   | 2–1 | 1–0 | 4–0 |
| 2   | Deportivo Pereira | 8   | 6 | 2 | 2 | 2 | 5  | 5  | 0  | Fase final                 |  | 1–0 | —   | 1–1 | 2–1 |
| 3   | Colo-Colo         | 6   | 6 | 1 | 3 | 2 | 3  | 5  | −2 | Play-offs da Sul-Americana |  | 0–2 | 0–0 | —   | 1–0 |
| 4   | Monagas           | 5   | 6 | 1 | 2 | 3 | 3  | 8  | −5 |                            |  | 0–0 | 1–0 | 1–1 | —   |

### Grupo G
| Pos | Equipe               | Pts | J | V | E | D | GP | GC | SG | Classificado               |  | ATP | ATM | LIB | ALI |
| --- | -------------------- | --- | - | - | - | - | -- | -- | -- | -------------------------- |  | --- | --- | --- | --- |
| 1   | Athletico Paranaense | 13  | 6 | 4 | 1 | 1 | 9  | 4  | +5 | Fase final                 |  | —   | 2–1 | 1–0 | 3–0 |
| 2   | Atlético Mineiro     | 10  | 6 | 3 | 1 | 2 | 7  | 5  | +2 | Fase final                 |  | 2–1 | —   | 0–1 | 2–0 |
| 3   | Libertad             | 7   | 6 | 2 | 1 | 3 | 6  | 7  | −1 | Play-offs da Sul-Americana |  | 1–2 | 1–1 | —   | 1–2 |
| 4   | Alianza Lima         | 4   | 6 | 1 | 1 | 4 | 3  | 9  | −6 |                            |  | 0–0 | 0–1 | 1–2 | —   |

### Grupo H
| Pos | Equipe            | Pts | J | V | E | D | GP | GC | SG | Classificado               |  | OLI | ATN | PAT | MEL |
| --- | ----------------- | --- | - | - | - | - | -- | -- | -- | -------------------------- |  | --- | --- | --- | --- |
| 1   | Olimpia           | 14  | 6 | 4 | 2 | 0 | 13 | 4  | +9 | Fase final                 |  | —   | 3–0 | 1–0 | 4–1 |
| 2   | Atlético Nacional | 10  | 6 | 3 | 1 | 2 | 8  | 8  | 0  | Fase final                 |  | 2–2 | —   | 0–1 | 3–1 |
| 3   | Patronato         | 6   | 6 | 2 | 0 | 4 | 6  | 11 | −5 | Play-offs da Sul-Americana |  | 0–2 | 1–2 | —   | 4–1 |
| 4   | Melgar            | 4   | 6 | 1 | 1 | 4 | 9  | 13 | −4 |                            |  | 1–1 | 0–1 | 5–0 | —   |

## Fase final
Após a conclusão da fase de grupos, um sorteio, em 5 de julho — na sede da CONMEBOL, em Luque, no Paraguai — definiu o chaveamento das equipes classificadas a partir das oitavas de final até a final.
As equipes que finalizaram em primeiro lugar na fase de grupos (pote 1 no sorteio) enfrentam as equipes que finalizaram em segundo lugar (pote 2), não havendo restrições nos confrontos, portanto podendo ser sorteadas equipes de um mesmo país ou que integraram o mesmo grupo na fase anterior. A pontuação obtida na fase de grupos serve para a definição dos mandos de campo até a semifinal, com as equipes melhores posicionadas sempre realizando o jogo de volta como equipe mandante, sendo numeradas de 1 a 16.

### Equipes classificadas
| Seed | Grp | Equipe                  | Pts | J | V | E | D | GP | GC | SG  | Sorteio das oitavas de final |
| ---- | --- | ----------------------- | --- | - | - | - | - | -- | -- | --- | ---------------------------- |
| 1    | C   | Palmeiras               | 15  | 6 | 5 | 0 | 1 | 16 | 6  | +10 | Pote 1                       |
| 2    | H   | Olimpia                 | 14  | 6 | 4 | 2 | 0 | 13 | 4  | +9  | Pote 1                       |
| 3    | A   | Racing                  | 13  | 6 | 4 | 1 | 1 | 13 | 6  | +7  | Pote 1                       |
| 4    | F   | Boca Juniors            | 13  | 6 | 4 | 1 | 1 | 9  | 2  | +7  | Pote 1                       |
| 5    | G   | Athletico Paranaense    | 13  | 6 | 4 | 1 | 1 | 9  | 4  | +5  | Pote 1                       |
| 6    | E   | Independiente del Valle | 12  | 6 | 4 | 0 | 2 | 10 | 5  | +5  | Pote 1                       |
| 7    | B   | Internacional           | 12  | 6 | 3 | 3 | 0 | 10 | 6  | +4  | Pote 1                       |
| 8    | D   | Fluminense              | 10  | 6 | 3 | 1 | 2 | 10 | 6  | +4  | Pote 1                       |
|      |     |                         |     |   |   |   |   |    |    |     |                              |
| 9    | C   | Bolívar                 | 12  | 6 | 4 | 0 | 2 | 11 | 7  | +4  | Pote 2                       |
| 10   | A   | Flamengo                | 11  | 6 | 3 | 2 | 1 | 11 | 5  | +6  | Pote 2                       |
| 11   | B   | Nacional                | 11  | 6 | 3 | 2 | 1 | 9  | 7  | +2  | Pote 2                       |
| 12   | E   | Argentinos Juniors      | 11  | 6 | 3 | 2 | 1 | 8  | 6  | +2  | Pote 2                       |
| 13   | G   | Atlético Mineiro        | 10  | 6 | 3 | 1 | 2 | 7  | 5  | +2  | Pote 2                       |
| 14   | D   | River Plate             | 10  | 6 | 3 | 1 | 2 | 11 | 11 | 0   | Pote 2                       |
| 15   | H   | Atlético Nacional       | 10  | 6 | 3 | 1 | 2 | 8  | 8  | 0   | Pote 2                       |
| 16   | F   | Deportivo Pereira       | 8   | 6 | 2 | 2 | 2 | 5  | 5  | 0   | Pote 2                       |

### Esquema
As equipes que estão na parte superior do confronto possuem o mando de campo no primeiro jogo e em negrito as equipes classificadas.
|  | Oitavas de final        | Oitavas de final | Oitavas de final | Oitavas de final |       |                    | Quartas de final  | Quartas de final  | Quartas de final  | Quartas de final  |  |                    | Semifinais                    | Semifinais                    | Semifinais                    | Semifinais                    |              |   | Final         | Final         |
|  | 1 a 10 de agosto        | 1 a 10 de agosto | 1 a 10 de agosto | 1 a 10 de agosto |       |                    | 22 a 31 de agosto | 22 a 31 de agosto | 22 a 31 de agosto | 22 a 31 de agosto |  |                    | 27 de setembro a 5 de outubro | 27 de setembro a 5 de outubro | 27 de setembro a 5 de outubro | 27 de setembro a 5 de outubro |              |   | 4 de novembro | 4 de novembro |
|  |                         |                  |                  |                  |       |                    |                   |                   |                   |                   |  |                    |                               |                               |                               |                               |              |   |               |               |
|  | Nacional                | 0                | 2                | 2 (2)            |       |                    |                   |                   |                   |                   |  |                    |                               |                               |                               |                               |              |   |               |               |
|  | Boca Juniors (pen)      | 0                | 2                | 2 (4)            |       |                    |                   |                   |                   |                   |  |                    |                               |                               |                               |                               |              |   |               |               |
|  | Boca Juniors (pen)      | 0                | 2                | 2 (4)            |       | Boca Juniors (pen) | 0                 | 0                 | 0 (4)             |                   |  |                    |                               |                               |                               |                               |              |   |               |               |
|  |                         |                  |                  |                  |       | Boca Juniors (pen) | 0                 | 0                 | 0 (4)             |                   |  |                    |                               |                               |                               |                               |              |   |               |               |
|  |                         | Racing           | 0                | 0                | 0 (1) |                    |                   |                   |                   |                   |  |                    |                               |                               |                               |                               |              |   |               |               |
|  | Atlético Nacional       | Racing           | 0                | 0                | 0 (1) | 4                  | 0                 | 4                 |                   |                   |  |                    |                               |                               |                               |                               |              |   |               |               |
|  | Atlético Nacional       |                  |                  |                  |       | 4                  | 0                 | 4                 |                   |                   |  |                    |                               |                               |                               |                               |              |   |               |               |
|  | Racing                  | 2                | 3                | 5                |       |                    |                   |                   |                   |                   |  |                    |                               |                               |                               |                               |              |   |               |               |
|  | Racing                  | 2                | 3                | 5                |       |                    |                   |                   |                   |                   |  | Boca Juniors (pen) | 0                             | 1                             | 1 (4)                         |                               |              |   |               |               |
|  |                         |                  |                  |                  |       |                    |                   |                   |                   |                   |  | Boca Juniors (pen) | 0                             | 1                             | 1 (4)                         |                               |              |   |               |               |
|  |                         | Palmeiras        | 0                | 1                | 1 (2) |                    |                   |                   |                   |                   |  |                    |                               |                               |                               |                               |              |   |               |               |
|  | Deportivo Pereira       | Palmeiras        | 0                | 1                | 1 (2) | 1                  | 1                 | 2                 |                   |                   |  |                    |                               |                               |                               |                               |              |   |               |               |
|  | Deportivo Pereira       |                  |                  |                  |       | 1                  | 1                 | 2                 |                   |                   |  |                    |                               |                               |                               |                               |              |   |               |               |
|  | Independiente del Valle | 0                | 1                | 1                |       |                    |                   |                   |                   |                   |  |                    |                               |                               |                               |                               |              |   |               |               |
|  | Independiente del Valle | 0                | 1                | 1                |       | Deportivo Pereira  | 0                 | 0                 | 0                 |                   |  |                    |                               |                               |                               |                               |              |   |               |               |
|  |                         |                  |                  |                  |       | Deportivo Pereira  | 0                 | 0                 | 0                 |                   |  |                    |                               |                               |                               |                               |              |   |               |               |
|  |                         | Palmeiras        | 4                | 0                | 4     |                    |                   |                   |                   |                   |  |                    |                               |                               |                               |                               |              |   |               |               |
|  | Atlético Mineiro        | Palmeiras        | 4                | 0                | 4     | 0                  | 0                 | 0                 |                   |                   |  |                    |                               |                               |                               |                               |              |   |               |               |
|  | Atlético Mineiro        |                  |                  |                  |       | 0                  | 0                 | 0                 |                   |                   |  |                    |                               |                               |                               |                               |              |   |               |               |
|  | Palmeiras               | 1                | 0                | 1                |       |                    |                   |                   |                   |                   |  |                    |                               |                               |                               |                               |              |   |               |               |
|  | Palmeiras               | 1                | 0                | 1                |       |                    |                   |                   |                   |                   |  |                    |                               |                               |                               |                               | Boca Juniors | 1 |               |               |
|  |                         |                  |                  |                  |       |                    |                   |                   |                   |                   |  |                    |                               |                               |                               |                               |              | 1 |               |               |
|  |                         | Fluminense (pro) | 2                |                  |       |                    |                   |                   |                   |                   |  |                    |                               |                               |                               |                               |              |   |               |               |
|  | Argentinos Juniors      | Fluminense (pro) | 2                | 1                | 0     | 1                  |                   |                   |                   |                   |  |                    |                               |                               |                               |                               |              |   |               |               |
|  | Argentinos Juniors      |                  |                  | 1                | 0     | 1                  |                   |                   |                   |                   |  |                    |                               |                               |                               |                               |              |   |               |               |
|  | Fluminense              | 1                | 2                | 3                |       |                    |                   |                   |                   |                   |  |                    |                               |                               |                               |                               |              |   |               |               |
|  | Fluminense              | 1                | 2                | 3                |       | Fluminense         | 2                 | 3                 | 5                 |                   |  |                    |                               |                               |                               |                               |              |   |               |               |
|  |                         |                  |                  |                  |       | Fluminense         | 2                 | 3                 | 5                 |                   |  |                    |                               |                               |                               |                               |              |   |               |               |
|  |                         | Olimpia          | 0                | 1                | 1     |                    |                   |                   |                   |                   |  |                    |                               |                               |                               |                               |              |   |               |               |
|  | Flamengo                | Olimpia          | 0                | 1                | 1     | 1                  | 1                 | 2                 |                   |                   |  |                    |                               |                               |                               |                               |              |   |               |               |
|  | Flamengo                |                  |                  |                  |       | 1                  | 1                 | 2                 |                   |                   |  |                    |                               |                               |                               |                               |              |   |               |               |
|  | Olimpia                 | 0                | 3                | 3                |       |                    |                   |                   |                   |                   |  |                    |                               |                               |                               |                               |              |   |               |               |
|  | Olimpia                 | 0                | 3                | 3                |       |                    |                   |                   |                   |                   |  | Fluminense         | 2                             | 2                             | 4                             |                               |              |   |               |               |
|  |                         |                  |                  |                  |       |                    |                   |                   |                   |                   |  | Fluminense         | 2                             | 2                             | 4                             |                               |              |   |               |               |
|  |                         | Internacional    | 2                | 1                | 3     |                    |                   |                   |                   |                   |  |                    |                               |                               |                               |                               |              |   |               |               |
|  | Bolívar (pen)           | Internacional    | 2                | 1                | 3     | 3                  | 0                 | 3 (5)             |                   |                   |  |                    |                               |                               |                               |                               |              |   |               |               |
|  | Bolívar (pen)           |                  |                  |                  |       | 3                  | 0                 | 3 (5)             |                   |                   |  |                    |                               |                               |                               |                               |              |   |               |               |
|  | Athletico Paranaense    | 1                | 2                | 3 (4)            |       |                    |                   |                   |                   |                   |  |                    |                               |                               |                               |                               |              |   |               |               |
|  | Athletico Paranaense    | 1                | 2                | 3 (4)            |       | Bolívar            | 0                 | 0                 | 0                 |                   |  |                    |                               |                               |                               |                               |              |   |               |               |
|  |                         |                  |                  |                  |       | Bolívar            | 0                 | 0                 | 0                 |                   |  |                    |                               |                               |                               |                               |              |   |               |               |
|  |                         | Internacional    | 1                | 2                | 3     |                    |                   |                   |                   |                   |  |                    |                               |                               |                               |                               |              |   |               |               |
|  | River Plate             | Internacional    | 1                | 2                | 3     | 2                  | 1                 | 3 (8)             |                   |                   |  |                    |                               |                               |                               |                               |              |   |               |               |
|  | River Plate             |                  |                  |                  |       | 2                  | 1                 | 3 (8)             |                   |                   |  |                    |                               |                               |                               |                               |              |   |               |               |
|  | Internacional (pen)     | 1                | 2                | 3 (9)            |       |                    |                   |                   |                   |                   |  |                    |                               |                               |                               |                               |              |   |               |               |

### Final
| 4 de novembro | Boca Juniors  | 1 – 2 (pro) | Fluminense                  | Estádio do Maracanã, Rio de Janeiro                                |
| 17:00 (UTC−3) | Advíncula 72' | Relatório   | Cano 36' · John Kennedy 99' | Público: 69 232 Renda: R$ 31.702.250,00 Árbitro: COL Wilmar Roldán |

## Premiação
| Copa Libertadores da América de 2023 |
| Brasil                               |
| ------------------------------------ |
| FLUMINENSE Campeão (1.º título)      |

## Estatísticas
| Jogador      | Equipe                 | Gols |
| ------------ | ---------------------- | ---- |
| Germán Cano  | Fluminense             | 13   |
| Paulinho     | Atlético Mineiro       | 7    |
| Dorlan Pabón | Atlético Nacional      | 6    |
| Alan Patrick | Internacional          | 5    |
| Artur        | Palmeiras              | 5    |
| Luciano Pons | Independiente Medellín | 5    |

| Jogador      | Equipe           | Assis. |
| ------------ | ---------------- | ------ |
| Alan Patrick | Internacional    | 5      |
| Keno         | Fluminense       | 5      |
| Paulinho     | Atlético Mineiro | 4      |
| Rony         | Palmeiras        | 4      |

### Hat-tricks
| Jogador      | Clube             | Adversário  | Placar  | Data        | Ref.   |
| ------------ | ----------------- | ----------- | ------- | ----------- | ------ |
| Dorlan Pabón | Atlético Nacional | Melgar      | 3–1 (C) | 20 de abril | [ 19 ] |
| Germán Cano  | Fluminense        | River Plate | 5–1 (C) | 2 de maio   | [ 20 ] |

## Maiores públicos
Esses são os dez maiores públicos do campeonato:
| Nº | Público | Mandante     | Placar | Visitante        | Estádio        | Data           | Fase      | Ref.   |
| -- | ------- | ------------ | ------ | ---------------- | -------------- | -------------- | --------- | ------ |
| 1  | 69 232  | Boca Juniors | 1–2    | Fluminense       | Maracanã       | 4 de novembro  | Final     | [ 21 ] |
| 2  | 67 515  | Fluminense   | 2–2    | Internacional    | Maracanã       | 27 de setembro | Semifinal | [ 22 ] |
| 3  | 67 066  | Flamengo     | 1–0    | Olimpia          | Maracanã       | 3 de agosto    | Oitavas   | [ 23 ] |
| 4  | 66 362  | River Plate  | 2–0    | Fluminense       | Mâs Monumental | 7 de junho     | Grupo D   | [ 24 ] |
| 5  | 64 696  | River Plate  | 2–1    | Internacional    | Mâs Monumental | 1 de agosto    | Oitavas   | [ 25 ] |
| 6  | 64 047  | Fluminense   | 2–0    | Olimpia          | Maracanã       | 24 de agosto   | Quartas   | [ 26 ] |
| 7  | 63 963  | Flamengo     | 2–1    | Racing           | Maracanã       | 8 de junho     | Grupo A   | [ 27 ] |
| 8  | 62 978  | River Plate  | 4–2    | Sporting Cristal | Mâs Monumental | 19 de abril    | Grupo D   | [ 28 ] |
| 9  | 62 924  | Flamengo     | 4–0    | Aucas            | Maracanã       | 28 de junho    | Grupo A   | [ 29 ] |
| 10 | 62 910  | River Plate  | 2–0    | The Strongest    | Mâs Monumental | 27 de junho    | Grupo D   | [ 30 ] |

## Classificação geral
Oficialmente a CONMEBOL não reconhece uma classificação geral de participantes na Copa Libertadores. A tabela a seguir classifica as equipes de acordo com a fase alcançada e considerando os critérios de desempate.
| Campeão                         |                         |    |    |   |   |   |    |    |     |
| 1                               | Fluminense              | 27 | 13 | 8 | 3 | 2 | 24 | 12 | +12 |
| Vice-campeão                    |                         |    |    |   |   |   |    |    |     |
| 2                               | Boca Juniors            | 19 | 13 | 4 | 7 | 2 | 13 | 7  | +6  |
| Eliminados nas semifinais       |                         |    |    |   |   |   |    |    |     |
| 3                               | Palmeiras               | 25 | 12 | 7 | 4 | 1 | 22 | 7  | +15 |
| 4                               | Internacional           | 22 | 12 | 6 | 4 | 2 | 19 | 13 | +6  |
| Eliminados nas quartas de final |                         |    |    |   |   |   |    |    |     |
| 5                               | Racing                  | 18 | 10 | 5 | 3 | 2 | 18 | 10 | +8  |
| 6                               | Olimpia                 | 17 | 10 | 5 | 2 | 3 | 17 | 11 | +6  |
| 7                               | Bolívar                 | 15 | 10 | 5 | 0 | 5 | 14 | 13 | +1  |
| 8                               | Deportivo Pereira       | 13 | 10 | 3 | 4 | 3 | 7  | 10 | –3  |
| Eliminados nas oitavas de final |                         |    |    |   |   |   |    |    |     |
| 9                               | Atlético Mineiro        | 19 | 12 | 5 | 4 | 3 | 14 | 9  | +5  |
| 10                              | Athletico Paranaense    | 16 | 8  | 5 | 1 | 2 | 12 | 7  | +5  |
| 11                              | Flamengo                | 14 | 8  | 4 | 2 | 2 | 13 | 8  | +5  |
| 12                              | Independiente del Valle | 13 | 8  | 4 | 1 | 3 | 11 | 7  | +4  |
| 13                              | Nacional                | 13 | 8  | 3 | 4 | 1 | 11 | 9  | +2  |
| 14                              | River Plate             | 13 | 8  | 4 | 1 | 3 | 14 | 14 | 0   |
| 15                              | Atlético Nacional       | 13 | 8  | 4 | 1 | 3 | 12 | 13 | –1  |
| 16                              | Argentinos Juniors      | 12 | 8  | 3 | 3 | 2 | 9  | 9  | 0   |
| Eliminados na fase de grupos    |                         |    |    |   |   |   |    |    |     |
| 17                              | Independiente Medellín  | 18 | 10 | 5 | 3 | 2 | 17 | 13 | +4  |
| 18                              | Cerro Porteño           | 16 | 10 | 5 | 1 | 4 | 10 | 15 | –5  |
| 19                              | Sporting Cristal        | 15 | 10 | 4 | 3 | 3 | 14 | 13 | +1  |
| 20                              | Corinthians             | 7  | 6  | 2 | 1 | 3 | 7  | 6  | +1  |
| 21                              | Libertad                | 7  | 6  | 2 | 1 | 3 | 6  | 7  | –1  |
| 22                              | The Strongest           | 6  | 6  | 2 | 0 | 4 | 5  | 7  | –2  |
| 23                              | Colo-Colo               | 6  | 6  | 1 | 3 | 2 | 3  | 5  | –2  |

| Eliminados na fase de grupos |                        |     |   |   |   |   |    |    |    |
| Pos                          | Equipes                | Pts | J | V | E | D | GP | GC | SG |
| 24                           | Patronato              | 6   | 6 | 2 | 0 | 4 | 6  | 11 | –5 |
| 25                           | Monagas                | 5   | 6 | 1 | 2 | 3 | 3  | 8  | –5 |
| 26                           | Ñublense               | 5   | 6 | 1 | 2 | 3 | 3  | 10 | –7 |
| 27                           | Melgar                 | 4   | 6 | 1 | 1 | 4 | 9  | 13 | –4 |
| 28                           | Barcelona de Guayaquil | 4   | 6 | 1 | 1 | 4 | 7  | 12 | –5 |
| 29                           | Aucas                  | 4   | 6 | 1 | 1 | 4 | 6  | 12 | –6 |
| 30                           | Alianza Lima           | 4   | 6 | 1 | 1 | 4 | 3  | 9  | –6 |
| 31                           | Liverpool              | 4   | 6 | 1 | 1 | 4 | 4  | 12 | –8 |
| 32                           | Metropolitanos         | 0   | 6 | 0 | 0 | 6 | 4  | 11 | –7 |
| Eliminados na terceira fase  |                        |     |   |   |   |   |    |    |    |
| 33                           | Magallanes             | 7   | 4 | 2 | 1 | 0 | 7  | 4  | +3 |
| 34                           | Huracán                | 5   | 4 | 1 | 2 | 1 | 1  | 1  | 0  |
| 35                           | Millonarios            | 5   | 4 | 1 | 2 | 1 | 4  | 5  | –1 |
| 36                           | Fortaleza              | 4   | 4 | 1 | 1 | 2 | 5  | 3  | +2 |
| Eliminados na segunda fase   |                        |     |   |   |   |   |    |    |    |
| 37                           | El Nacional            | 7   | 4 | 2 | 1 | 1 | 12 | 6  | +6 |
| 38                           | Boston River           | 7   | 4 | 2 | 1 | 1 | 4  | 2  | +2 |
| 39                           | Nacional               | 6   | 4 | 2 | 0 | 2 | 7  | 8  | –1 |
| 40                           | Universidad Católica   | 1   | 2 | 0 | 1 | 1 | 1  | 2  | –1 |
| 41                           | Carabobo               | 1   | 2 | 0 | 1 | 1 | 1  | 3  | –2 |
| 42                           | Deportivo Maldonado    | 1   | 2 | 0 | 1 | 1 | 0  | 4  | –4 |
| 43                           | Curicó Unido           | 0   | 2 | 0 | 0 | 2 | 0  | 2  | –2 |
| 44                           | Always Ready           | 0   | 2 | 0 | 0 | 2 | 1  | 6  | –5 |
| Eliminados na primeira fase  |                        |     |   |   |   |   |    |    |    |
| 45                           | Sport Huancayo         | 3   | 2 | 1 | 0 | 1 | 3  | 4  | –1 |
| 46                           | Zamora                 | 0   | 2 | 0 | 0 | 2 | 1  | 4  | –3 |
| 47                           | Nacional Potosí        | 0   | 2 | 0 | 0 | 2 | 2  | 9  | –7 |

|  | Classificado à Mundial de Clubes de 2023 e à Recopa Sul-Americana de 2024 |  |  | Transferidos à Copa Sul-Americana de 2023 |

## Seleção da Libertadores
A CONMEBOL divulgou, em 8 de novembro de 2023, a seleção da Libertadores de 2023.
| Goleiro                      | Defensores                                                                   | Meias                                                                                         | Atacantes                                                                           |
| ---------------------------- | ---------------------------------------------------------------------------- | --------------------------------------------------------------------------------------------- | ----------------------------------------------------------------------------------- |
| Sergio Romero (Boca Juniors) | Luis Advíncula (Boca Juniors) Nino (Fluminense) Joaquín Piquerez (Palmeiras) | Jhon Arias (Fluminense) André (Fluminense) Alan Patrick (Internacional) PH Ganso (Fluminense) | Enner Valencia (Internacional) Germán Cano (Fluminense) Paulinho (Atlético Mineiro) |